# (27384) Meaganbethel
(27384) Meaganbethel est un astéroïde de la ceinture principale d'astéroïdes.

## Description
(27384) Meaganbethel est un astéroïde de la ceinture principale d'astéroïdes. Il fut découvert le 5 mars 2000 à Socorro (Nouveau-Mexique) par le projet LINEAR. Il présente une orbite caractérisée par un demi-grand axe de 2,48 UA, une excentricité de 0,08 et une inclinaison de 3,9° par rapport à l'écliptique.

## Compléments